# Topoli, Varna
Topoli (în bulgară Тополи) este un sat în comuna Varna, regiunea Varna,  Bulgaria. 

## Demografie
Componența etnică a satului Topoli
     Turci (1,42%)
     Bulgari (87,92%)
     Nicio identificare (9,94%)
     Altele (0,82%)
La recensământul din 2011, populația satului Topoli era de 3.148 locuitori. Din punct de vedere etnic, majoritatea locuitorilor (87,92%) erau bulgari, cu o minoritate de turci (1,42%). Pentru 9,94% din locuitori nu este cunoscută apartenența etnică.